# Досо деле Аниме (Ферара)
Досо деле Аниме је насеље у Италији у округу Ферара, региону Емилија-Ромања.
Према процени из 2011. у насељу је живело 40 становника. Насеље се налази на надморској висини од -4 м.